# Municipio de Purdy (Arkansas)
El municipio de Purdy (en inglés: Purdy Township) es un municipio ubicado en el condado de Madison en el estado estadounidense de Arkansas. En el año 2010 tenía una población de 314 habitantes y una densidad poblacional de 8,64 personas por km².

## Geografía
El municipio de Purdy se encuentra ubicado en las coordenadas 36°5′18″N 93°35′33″O / 36.08833, -93.59250. Según la Oficina del Censo de los Estados Unidos, el municipio tiene una superficie total de 36.33 km², de la cual 36,23 km² corresponden a tierra firme y (0,29 %) 0,1 km² es agua.

## Demografía
Según el censo de 2010, había 314 personas residiendo en el municipio de Purdy. La densidad de población era de 8,64 hab./km². De los 314 habitantes, el municipio de Purdy estaba compuesto por el 95,86 % blancos, el 2,87 % eran amerindios, el 0,32 % eran de otras razas y el 0,96 % eran de una mezcla de razas. Del total de la población el 2,55 % eran hispanos o latinos de cualquier raza.